# Bartosz Bekier
Bartosz Bekier (né en 1988) est un chef politique national-révolutionnaire polonais et le dirigeant de la Falanga.

## Biographie
Bartosz Bekier commence son activité politique en tant que militant du Camp national-radical de la section de Mazovie avant de devenir le dirigeant de la section.

## Activité politique
En 2009, il fonde l'organisation Falanga, créée sur la base des structures de la brigade de Mazovie du Camp national-radical par Bartosz Bekier, son actuel coordinateur, après s'être disputé avec le leader de l'ONR de l'époque Przemysław Holocer et avoir quitté l'association.
Il participe en juin 2013 à une mission en Syrie alors déchirée par la guerre civile, avec la Falanga, où ils rencontre de nombreuses personnalités, des combattants du Hezbollah, le premier ministre syrien Wael al-Halki, des représentants du clergé chrétien de Syrie, des troupes de l'Armée arabe syrienne et des membres de Parti social nationaliste syrien,
Bekier déclare :

« Les nationalistes polonais forment un mur derrière la Syrie indépendante, qui est à deux doigts de la victoire finale »

Selon la Falanga, les “commanditaires des terroristes” (Les rebelles de l'Armée syrienne libre) sont “américains, sionistes et saoudiens”. Pour Bekier, “le lecteur polonais est bombardé d’informations favorables à la version des États-Unis et de l’OTAN, qui abonde en demi-vérités et mensonges. La grande majorité des Syriens soutient le gouvernement.”
En  2014, il participe à des manifestations pro-russe lors de la Crise de Crimée.

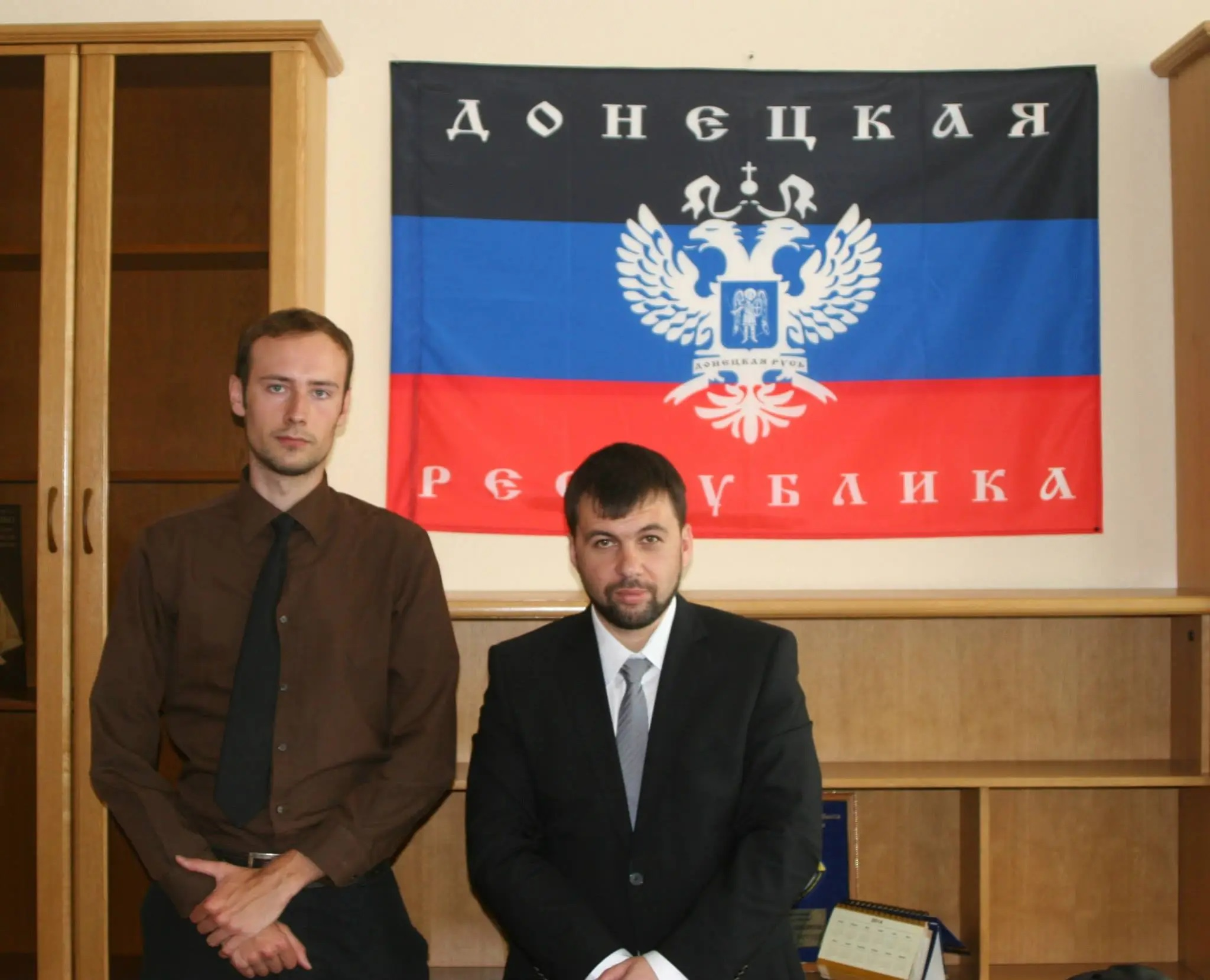
Bartosz Bekier et le Premier ministre se la république populaire de Donetsk Denis Pouchiline.

Il se rend en 2014 en république populaire de Donetsk, la Falanga a officiellement soutenu la république populaire de Donetsk et la république populaire de Lougansk dans le Donbass qui ont fait sécession vis-à-vis de l'Ukraine. Bartosz Bekier a accordé une interview au Premier ministre de la république populaire de Donetsk, Denis Pouchiline, pour Xportal. En octobre 2014, les gardes-frontières ukrainiens ont arrêté plusieurs membres de Falanga. Les membres ont été interdits d'entrer en Ukraine pendant trois ans.
Lors d'une interview avec un journaliste polonais en rapport avec la rébellion du Donbass en 2014, Bartosz Bekier déclare :

« Je ne représente pas le gouvernement polonais pro-atlantique. Je représente une nation polonaise libre qui s'oppose à la présence de terroristes de l'OTAN en Pologne. »

« Des forces extérieures veulent imposer des prêts à l'Ukraine afin de la diriger plus tard, comme c'est actuellement le cas avec le Premier ministre Arseni Iatseniouk[...] Les séparatistes se battent pour l'unification de tous les Slaves[...] Sans la participation de la Russie, ils se défendent avec leurs propres forces, bien qu'ils n'excluent pas de demander à la Russie de déployer des forces de maintien de la paix. »

« Je pense qu'il faut les soutenir car les oligarques sont les principaux ennemis de l'Ukraine et du Donbass. Ce pays est en déclin, entre autres, parce que les oligarques règnent ici, alors que les différends entre eux sont alimentés par des puissances étrangères et ainsi le déstabilisent et le réduisent au niveau de la Somalie. Je suis convaincu que nous devons nationaliser tous les avoirs des oligarques qui nuisent à ce pays et au peuple du Donbass dès que possible. »

En pleine manifestations contre le durcissement de la loi contre l'IVG de 2020-2021, Bieker (favorable aux anti-IVG) a déclaré qu'environ 10 000 nationalistes devraient se présenter à Varsovie dans la première semaine de novembre, et ⅓ à la moitié d'entre eux sont formés aux tactiques de combat,,.
Bieker est un des contributeurs du site geopolitika.ru.